# Energie Campus Nürnberg
Koordinaten: 49° 27′ 37″ N, 11° 1′ 41″ O
Der Energie Campus Nürnberg (EnCN) ist eine 2011 gegründete interdisziplinäre Forschungseinrichtung mit Sitz in Nürnberg. Ziel der Forschung am EnCN ist Technologien für eine nachhaltige Energieversorgung auf Basis erneuerbarer Energien zu schaffen. Dies umfasst die Kombination der Themen Stromerzeugung aus erneuerbaren Quellen, Transport von Energie, intelligente Einspeisung, Speicherung, effiziente Nutzung sowie das Energiemarktdesign.
 Die Räumlichkeiten des EnCN auf dem ehemaligen AEG-Gelände im Nürnberger Stadtteil Muggenhof wurden Anfang 2013 bezogen. Er wurde im Rahmen der Initiative Deutschland – Land der Ideen als Ausgewählter Ort 2012 ausgezeichnet.

## Gründungspartner
Die sechs Gründungspartner waren:
- Friedrich-Alexander-Universität Erlangen-Nürnberg
- Technischen Hochschule Nürnberg Georg Simon Ohm
- drei Fraunhofer-Institute
  - Fraunhofer IIS
  - Fraunhofer IISB
  - Fraunhofer IBP
- Bayerisches Zentrum für Angewandte Energieforschung.[4]

Daneben existiert mit dem Energie Campus Nürnberg e. V. ein Förderverein, dem neben den wissenschaftlichen Partnern auch die Stadt Nürnberg, die IHK Nürnberg für Mittelfranken und die Handwerkskammer für Mittelfranken angehören.

## Forschungsschwerpunkte
Die Arbeiten am Energie Campus Nürnberg teilen sich auf mehrere Projekte auf.

### Erneuerbare Energien
Im Forschungsbereich Regenerative Energieerzeugung geht es um die anwendungsbezogene Entwicklung neuer Werkstoffe für Solarthermie, Photovoltaik und die photochemische Wandlung solarer Energie. Weiterhin werden Prozesse zum Druck von Photovoltaikmodulen und Alterungsverfahren entwickelt.

### Speicher-Technologien
Im Forschungsbereich Energiespeicherung werden Verfahren und Komponenten für Speichertechnologien entwickelt. Untersucht werden hierbei sowohl thermische als auch elektrische Speicher. Der Fokus bei der Speicherung von elektrischer Energie liegt auf der Speicherung von Wasserstoff in Flüssigen Organischen Wasserstoffträgern. In einem Speichertechnikum können diese Entwicklungen getestet werden.

### Elektrische Netze
Im Forschungsbereich Netze und Infrastruktur werden neue Konzepte für intelligente Stromnetze entwickelt. Untersucht werden sowohl komplette Systeme als auch Komponenten, Produkte und Anwendungen, insbesondere für innovative und komplexe Leistungselektronik. Entsprechend den Anforderungen werden Hochspannungstests, Materialprüfungen, Simulationen, Demonstratortests und Prototypenentwicklungen durchgeführt.

### Energiemanagement-Technologien
Im Rahmen des Forschungsbereichs Energiemanagementsysteme werden neue Kommunikationsnetze und Systemarchitekturen entwickelt. Inhaltlicher Schwerpunkt ist die Sicherheit in der Datenkommunikation und die Entwicklung einer flexiblen und kostengünstigen Kommunikationsplattform mit breitem Einsatzspektrum. Darüber hinaus werden Simulations- und Optimierungswerkzeuge auf unterschiedlichen Ebenen entwickelt, mit denen die Effizienz eines komplexen Energiesystems untersucht und gesteuert werden kann.

### Effiziente Energienutzung
Im Forschungsbereich Effiziente Energienutzung werden neue Materialien zur Wärmedämmung von Gebäuden sowie neue Technologien und Systeme der Gebäudetechnik entwickelt. Die Ergebnisse werden simuliert sowie im Technikumsmaßstab getestet und verifiziert. Im Industriebereich entstehen neue elektrische Antriebskonzepte beziehungsweise bestehende Systeme werden optimiert und weiterentwickelt.

### Energiemarktdesign
Im Forschungsbereich Energiemarktdesign werden Investitionsanreize für die Schaffung von Kraftwerks- und Netzkapazitäten untersucht. Durch die Abbildung des Energiemarktes in Modellen lassen sich verschiedene Alternativen vergleichen. Es wird dabei ein Methodenmix angewandt, der durch Experimente und empirische Untersuchungen flankiert wird.